# Chardon (Ohio)
Chardon es una ciudad ubicada en el condado de Geauga en el estado estadounidense de Ohio. En el Censo de 2010 tenía una población de 5148 habitantes y una densidad poblacional de 430,69 personas por km².

## Geografía
Chardon se encuentra ubicada en las coordenadas 41°34′45″N 81°12′33″O / 41.57917, -81.20917. Según la Oficina del Censo de los Estados Unidos, Chardon tiene una superficie total de 11.95 km², de la cual 11.86 km² corresponden a tierra firme y (0.76%) 0.09 km² es agua.

## Demografía
Según el censo de 2010, había 5148 personas residiendo en Chardon. La densidad de población era de 430,69 hab./km². De los 5148 habitantes, Chardon estaba compuesto por el 96.89% blancos, el 0.8% eran afroamericanos, el 0.21% eran amerindios, el 0.62% eran asiáticos, el 0.02% eran isleños del Pacífico, el 0.19% eran de otras razas y el 1.26% pertenecían a dos o más razas. Del total de la población el 1.46% eran hispanos o latinos de cualquier raza.